# Itoplectis specularis
Itoplectis specularis là một loài tò vò trong họ Ichneumonidae.